# Merionoeda klapperichi
Merionoeda klapperichi är en skalbaggsart som först beskrevs av Friedrich F. Tippmann 1955.  Merionoeda klapperichi ingår i släktet Merionoeda och familjen långhorningar. Inga underarter finns listade i Catalogue of Life.